# Мужская сборная Японии по хоккею на траве
Мужская сборная Японии по хоккею на траве (прозвище «Японский самурай», англ. Samurai Japan) — мужская сборная по хоккею на траве, представляющая Японию на международной арене. Управляющим органом сборной выступает Ассоциация хоккея на траве Японии (англ. Japan Hockey Association).
Сборная занимает (по состоянию на 16 июня 2014) 14-е место в рейтинге Международной федерации хоккея на траве (FIH).

## Результаты выступлений

### Летние Олимпийские игры
- 1908 — 1928 — не участвовали
- 1932 —
- 1936 — 7-е место
- 1948 — 1956 — не участвовали
- 1960 — 14-е место
- 1964 — 7-е место
- 1968 — 13-е место
- 1972 — 2012 — не участвовали

### Чемпионат мира по хоккею на траве
- 1971 — 9-е место
- 1973 — 10-е место
- 1975 — 1998 — не участвовали
- 2002 — 12-е место
- 2006 — 9-е место
- 2010 — не участвовали
- 2014 — не участвовали

### Азиатские игры
- 1958 — 5-е место
- 1962 — 4-е место
- 1966 —
- 1970 —
- 1974 — 4-е место
- 1978 — 4-е место
- 1982 — 4-е место
- 1986 — 5-е место
- 1990 — 6-е место
- 1994 — 4-е место
- 1998 — 4-е место
- 2002 — 6-е место
- 2006 — 4-е место
- 2010 — 6-е место
- 2014 — 6-е место

### Чемпионат Азии
- 1982 — не участвовали
- 1985 — 4-е место
- 1989 — 4-е место
- 1993 — 9-е место
- 1999 — 5-е место
- 2003 — 4-е место
- 2007 — 4-е место
- 2009 — 6-е место
- 2013 — 5-е место

### Champions Challenge
- 2001 — 5-е место
- 2003 — не участвовали
- 2005 — не участвовали
- 2007 — 5-е место
- 2009 — не участвовали
- 2011 — 7-е место
- 2012 — 5-е место
- 2014 — 7-е место

## Текущий состав
Состав команды был объявлен перед Champions Challenge 2014, прошедшем в апреле-мае в Куантане, Малайзия.
Главный тренер: Keonwook Kang
| №  | Игрок             | Поз. | Возраст |
| -- | ----------------- | ---- | ------- |
| 1  | Кацуя Такасэ      | GK   | 30      |
| 3  | Кодзи Каюкава (c) |      | 30      |
| 4  | Такуро Сасаки     |      | 22      |
| 5  | Наото Сиокава     |      | 24      |
| 6  | Синдзи Каваути    |      | 27      |
| 7  | Томонори Оно      |      | 30      |
| 8  | Кэндзи Китадзато  |      | 24      |
| 9  | Иппэй Фудзимото   |      | 25      |
| 11 | Кэй Каваками      |      | 30      |

| №  | Игрок            | Поз. | Возраст |
| -- | ---------------- | ---- | ------- |
| 14 | Кацуёси Нагасава |      | 28      |
| 15 | Манабу Ямасита   |      | 25      |
| 16 | Манабу Хатакэяма |      | 26      |
| 18 | ХирокиИдзима     |      | 24      |
| 23 | Хироки Сакамото  |      | 26      |
| 29 | Коси Ямабэ       |      | 23      |
| 30 | Хэйта Ёсихара    |      | 23      |
| 31 | Акира Морисима   | GK   | 24      |
| 32 | Тосиро Татибана  |      | 26      |